# Dido abandonada (Colla)
Dido abandonada (título original en italiano, Didone abbandonata) es una ópera en tres actos del compositor italiano Giuseppe Colla (Parma, 1731 – Parma, 1806) con libreto de Pietro Metastasio, cuyo estreno tuvo lugar en el Teatro Regio de Turín, el 23 de enero de 1773. 

## Antecedentes
El libreto de Didone abandonata fue escrito por Metastasio para que fuera utilizado por el compositor italiano Domenico Natale Sarro para componer una ópera homónima en tres actos, cuyo estreno tuvo lugar en el Teatro San Bartolomé de Nápoles, el 1 de febrero de 1724. Posteriormente a Sarro fueron más de 70 los compositores que crearon óperas sobre el mismo libreto, entre ellos Händel, Hasse, Paisiello o Päer, siendo el último Carl Gottlieb Reissiger cuya Dido se estrenó en Dresde justo 100 años después, en 1824.

## Libreto
Las fuentes a las que acudió Metastasio para escribir el libreto fueron La Eneida  y  Los Fastos  de los poetas romanos Virgilio y Ovidio respectivamente.

El libreto es el segundo de la producción de Metastasio, estando comprendido entre Siface, re di Numidia  (1723) y  Siroe, re di Persia (1726) .Metastasio revisa el texto para Vinci, eliminando algunas arias y agregando nuevas.

## Personajes

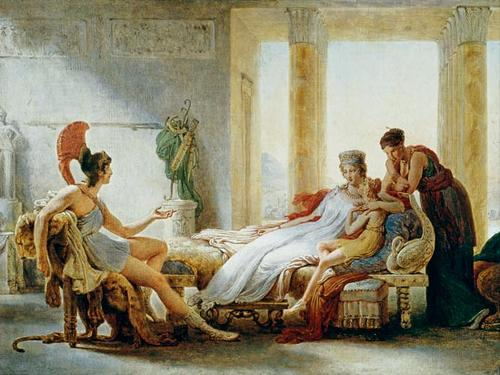
Eneas narra a Dido la destrucción de Troya Óleo de Pierre-Narcisse Guérin (1815)

| Personaje                                  | Tesitura   | Reparto el 23 de enero de 1773 Director: Gaetano Pugnani |
| ------------------------------------------ | ---------- | -------------------------------------------------------- |
| Dido, reina de Cartago.                    | soprano    | Lucrezia Agujari (La Bastardella) / Anna Benvenuti       |
| Eneas, héroe troyano.                      | sopranista | Domenico Luini / Carlo Piatti                            |
| Jarbas, rey moro bajo el nombre de Arbace. | tenor      | Ercole Ciprandi                                          |
| Selene, hermana de Dido.                   | soprano    | Anna Francesca Varese                                    |
| Osmida, confidente de Dido.                | soprano    | Rosa Polidoro                                            |
| Araspe, confidente de Jarbas.              | sopranista | Pietro Santi                                             |

## Argumento

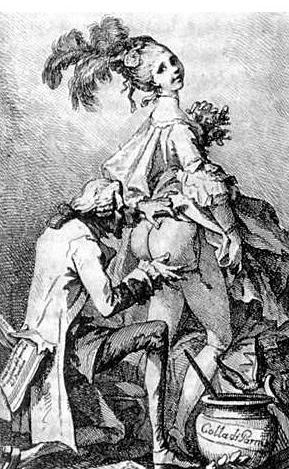
Caricatura del compositor Giuseppe Colla y la soprano Lucrezia Agujari (La Bastardella)

La acción se desarrolla en Cartago. 

Dido, viuda de Siqueo, tras serle asesinado el marido por su hermano Pigmalión, rey de Tiro, huyó con inmensas riquezas a África donde, comprando suficiente territorio, fundó Cartago. 

Fue allí solicitada como esposa por muchos, particularmente por Jarbas, rey de los moros, rehusando siempre, pues decía querer guardar fidelidad a las cenizas del extinto cónyuge. 

Mientras tanto, el troyano Eneas, habiendo sido destruida su patria por los griegos, cuando se dirigía a Italia fue arrastrado por una tempestad hasta las orillas de África, siendo allí recogido y cuidado por Dido, la cual se enamoró de él ardientemente; pero mientras éste se complacía y se demoraba en Cartago por el cariño de la misma, los dioses le ordenaron que abandonara aquel cielo y que continuara su camino hacia Italia donde le prometieron que habría de resurgir una nueva Troya. Él partió, y Dido, desesperadamente, después de haber intentado en vano retenerlo, se suicidó. 

Todo esto lo cuenta Virgilio, uniendo el tiempo de la fundación de Cartago a los errores de Eneas, en un bello anacronismo. 

Ovidio, en el tercer libro de sus Fastos, recoge que Jarbas se apoderó de Cartago tras la muerte de Dido, y que Ana, hermana de la misma, a la que llamaremos Selene, estaba ocultamente enamorada de Eneas. 

Por comodidad de la representación se finge que Jarbas, atraído por ver a Dido, se introduce en Cartago como embajador de sí mismo, bajo el nombre de Arbace. 

## Influencia
Metastasio tuvo gran influencia sobre los compositores de ópera desde principios del siglo XVIII a comienzos del siglo XIX. Los teatros de más renombre representaron en este período obras del ilustre italiano, y los compositores musicalizaron los libretos que el público esperaba ansioso. Didone abbandonata fue utilizada por más de 70 compositores para componer otras tantas óperas de las que ninguna de ellas ha sobrevivido al paso del tiempo.